# 卡利尼夫卡 (薩赫諾夫希納區)
49°5′54″N 35°36′22″E / 49.09833°N 35.60611°E
卡利尼夫卡（烏克蘭語：Калинівка），是烏克蘭東部的村莊，隸屬哈爾科夫州的別列斯京區。該村始建於1885年，面積0.46平方公里，海拔高度154米，2001年人口82，人口密度每平方公里178.3人。